# Casa Berenguer
La casa Berenguer, detta anche Casa Casimir Clapés, si trova al numero 246 della Carrer de la Diputació di Barcellona ed è stata costruita tra il 1907 e il 1908 dai fratelli architetti Bonaventura e Joaquim Bassegoda i Amigó.
L'incarico venne commissionato dall'industriale Casimir Clapés, proprietario dell'azienda tessile Sobrinos de Berenguer, dando piena libertà agli architetti nella realizzazione del progetto di una casa plurifamiliare. L'edificio, modernista con influenze gotiche, si compone di un piano terra e di altri quattro piani con una splendida facciata su cui sporge una tribuna molto elaborata scolpita nella pietra e nella quale è presente un rilievo di una figura femminile con un telaio raffigurante il lavoro tessile. Un altro riferimento al mondo tessile è presente all'interno di una nicchia nella parte superiore della facciata in cui è rappresentata una figura femminile seduta con un fuso in mano.